# Жиени (Долж)
Жиени (рум. Jieni) насеље је у Румунији у округу Долж у општини Шимнику де Сус. Oпштина се налази на надморској висини од 136 m.

## Становништво
Према подацима из 2002. године у насељу је живело 42 становника, од којих су сви румунске националности.